# Gilberto Occhi
Gilberto Magalhães Occhi (Ubá, 24 de julho de 1958) é um advogado brasileiro, ex-ministro das Cidades do Brasil, cargo que assumiu em 2014, depois de fazer carreira como funcionário da Caixa Econômica Federal.
Em 1 de junho de 2016, foi nomeado presidente da Caixa Econômica Federal. Occhi ficou na presidência da Caixa até 1 abril de 2018, quando foi escolhido Ministro da Saúde.

## Ministério da Integração Nacional
Em 29 de dezembro de 2014, foi confirmado como o novo ministro da Integração Nacional do Segundo Gabinete Dilma Rousseff. Em 13 de abril de 2016, entregou sua carta de demissão do cargo, depois que a bancada de seu partido, o Progressistas, decidiu apoiar o processo de impeachment de Dilma Rousseff.
Em outubro de 2017, o Ministro da Fazenda, Henrique Meirelles e Occhi discutiram a reforma do estatuto da Caixa Econômica. A reunião teve como tema central a aprovação do novo estatuto do banco. As mudanças pretendem tornar mais transparente a administração do banco e adequar a instituição financeira às regras previstas na Lei das Estatais.
Ainda em outubro de 2017, Occhi foi citado na delação premiada dada pelo operador financeiro Lúcio Bolonha Funaro à Procuradoria-Geral da República (PGR). Em seu depoimento, Funaro defendia que Gilberto Occhi, tinha, à época em que ocupava a Vice-Presidência de Governo da instituição pública, uma “meta mensal" de propina para “produzir” e distribuir a políticos do Progressistas. Por meio de sua assessoria, Occhi informou que "desmente veementemente" o que foi dito por Lúcio Funaro em relação a sua pessoa.